# Maurice Violon
Maurice Ernest Zoë Ferdinand Violon (Ninove, 5 december 1902 - 8 november 1966) was een Belgisch volksvertegenwoordiger.

## Levensloop
In 1932 werd de handelaar Violon gemeenteraadslid van Ninove en van 1946 tot 1956 was hij er schepen.
In 1954 werd hij liberaal volksvertegenwoordiger voor het arrondissement Aalst en vervulde dit mandaat tot in 1958.